# Kreis- und Stadtsparkasse Speyer
Die Kreis- und Stadtsparkasse Speyer war eine rheinland-pfälzische Sparkasse mit Sitz in Speyer. Sie war eine Anstalt des öffentlichen Rechts und fusionierte zum 1. Juli 2013 mit der Kreissparkasse Rhein-Pfalz und der Sparkasse Vorderpfalz Ludwigshafen a. Rh. – Schifferstadt zur neuen Sparkasse Vorderpfalz.

## Organisationsstruktur
Das Geschäftsgebiet der Kreis- und Stadtsparkasse Speyer umfasste die kreisfreie Stadt Speyer sowie den südlichen Teil des Rhein-Pfalz-Kreises. Träger der Sparkasse waren der Rhein-Pfalz-Kreis und die Stadt Speyer. Rechtsgrundlagen waren das Sparkassengesetz für Rheinland-Pfalz und die Satzung der Sparkasse. Organe der Sparkasse waren der Vorstand und der Verwaltungsrat.
Die Kreis- und Stadtsparkasse Speyer war Mitglied des Sparkassenverbandes Rheinland-Pfalz und über diesen auch im Deutschen Sparkassen- und Giroverband.

## Sparkassen-Finanzgruppe
Die Kreis- und Stadtsparkasse Speyer war Teil der Sparkassen-Finanzgruppe und gehörte damit auch ihrem Haftungsverbund an. Die Sparkasse vermittelte Bausparverträge der regionalen Landesbausparkasse, offene Investmentfonds der Deka und Versicherungen der Versicherungskammer Bayern. Im Bereich des Leasing arbeitete die Kreissparkasse Rhein-Pfalz mit der Deutschen Leasing zusammen. Die Funktion der Sparkassenzentralbank nahm die Landesbank Baden-Württemberg wahr.

## Geschichte
Die ersten Bestrebungen zur Gründung einer Sparkasse in Speyer wurden 1823 in einem offenen Brief des damaligen Regierungspräsidenten Joseph von Stichaner formuliert. Bereits ein Jahr später folgte das Bürgermeisteramt der Stadt dem Wunsch von Stichaners und beschloss einstimmig die Einrichtung einer Sparkasse zu Speyer.
Die Sparkasse nahm schließlich am 4. Januar 1829 ihren Geschäftsbetrieb in einer provisorischen Geschäftsstelle im städtischen Rathaus auf. Am Ende des ersten Geschäftsjahres wurde ein Einlagenbestand von 4.089 Gulden und 32 Kreuzern verzeichnet. Bereits 18 Jahre später konnte – begünstigt von einer 1844 durchgeführten Satzungsänderung, nach der die Gemeinden des Landkreises ihre Einlagen bei der Sparkasse deponieren durften – erstmals die Grenze von 100.000 Gulden überschritten werden.
Die positive Entwicklung der Sparkasse führte dazu, dass 1877 eigene Räumlichkeiten in der Nähe des städtischen Polizeibüros bezogen und anstatt ehren- nun hauptamtliche Mitarbeiter eingestellt wurden. Dem Pfälzischen Sparkassenverband, ein Vorläufer des heutigen rheinland-pfälzischen Sparkassenverbandes, trat die Sparkasse im Jahr 1898 bei.
Die Sparkasse der Stadt Speyer firmierte 1936 in Bezirks- und Stadtsparkasse Speyer um, bevor 1939 der Name durch die Bildung eines von der Stadt und dem Landkreis Speyer getragenen Zweckverbandes wiederum in Kreis- und Stadtsparkasse Speyer geändert wurde.
Nach dem Zweiten Weltkrieg wurde das Zweigstellennetz erheblich ausgebaut, beispielsweise durch Neueröffnungen in Dudenhofen (1955), Speyer-Nord (1956) und Waldsee (1957).
In den 1980er Jahren unterzog sich die Sparkasse umfangreichen Modernisierungsmaßnahmen, was sich sowohl räumlich (1985: Bezug der Hauptstelle in der Wormser Straße) als auch technisch (ab 1988: Einsatz von Kontoauszugsdruckern und Geldausgabeautomaten) bemerkbar machte.
Im Rahmen der Deutschen Wiedervereinigung und des damit einhergehenden Aufbaus eines Sparkassenwesens in den ostdeutschen Bundesländern arbeitete die Kreis- und Stadtsparkasse Speyer eng mit der Kreissparkasse Hildburghausen zusammen.
Die Stiftung der Kreis- und Stadtsparkasse Speyer wurde 1995 gegründet und mit einem Stiftungskapital von 2 Mio. Euro ausgestattet.

### Personalhistorie
(VV = Vorstandsvorsitzender, VM = Vorstandsmitglied)
| 1829–1831 | Adjunkt Heydenreich   | Sparkassendirektor                              |
| 1831–1833 | Hilgard               | Sparkassendirektor                              |
| 1834      | Spitzer               | Sparkassendirektor                              |
| 1834–1836 | Becker                | Sparkassendirektor                              |
| 1836–1880 | Johann Friedrich Haid | Sparkassendirektor                              |
| 1880–1881 | Jakob Rumpf           | Sparkassendirektor                              |
| 1881–1888 | Heinrich Schulz       | Sparkassendirektor                              |
| 1888–1900 | Andreas Stein         | Sparkassendirektor                              |
| 1900–1910 | Sigmund Böhm          | Sparkassendirektor                              |
| 1910–1927 | Ludwig Egenolf        | Sparkassendirektor                              |
| 1927–1959 | Karl Freytag          | Sparkassendirektor (VV)                         |
| 1949–1956 | Heinrich Köffler      | Sparkassendirektor (VM)                         |
| 1959–1973 | Jakob Weber           | Sparkassendirektor (VV)                         |
| 1959–1974 | Kurt Pflanz           | Sparkassendirektor (VM)                         |
| 1973–1999 | Herbert Hack          | Sparkassendirektor (VV)                         |
| 1973–1996 | Walter Goldbach       | Sparkassendirektor (VM)                         |
| 1996–2013 | Uwe Geske             | Sparkassendirektor (1996–1999 VM; 1999–2013 VV) |
| 1999–2012 | Uwe Wöhlert           | Sparkassendirektor (VM)                         |
| 2012–2013 | Klaus Steckmann       | Sparkassendirektor (VM)                         |